# Taxeotis bigeminata
Taxeotis bigeminata är en fjärilsart som beskrevs av Louis Beethoven Prout 1910. Taxeotis bigeminata ingår i släktet Taxeotis och familjen mätare. Inga underarter finns listade i Catalogue of Life.